# Tetraneura ulmoides
Tetraneura ulmoides är en insektsart. Tetraneura ulmoides ingår i släktet Tetraneura och familjen långrörsbladlöss. Inga underarter finns listade i Catalogue of Life.